# ام. دیوید مالن
ام. دیوید مالن (انگلیسی: M. David Mullen؛ زادهٔ ۲۶ ژوئن ۱۹۶۲) فیلم‌بردار اهل ایالات متحده آمریکا است.

## گزیدهٔ آثار

### سینما
- ۹۰ دقیقه در بهشت (۲۰۱۵)
- بیگ‌سور (۲۰۱۲)
- خونسرد باش (۲۰۰۹)
- بدن جنیفر (۲۰۰۹)
- ترور یک رئیس دبیرستان (۲۰۰۹)
- انقلاب (۲۰۰۸)
- فضانورد کشاورز (۲۰۰۶)
- بوکسور سایه (۲۰۰۵)
- دی.ئی.بی.اس. (۲۰۰۴)
- کنه (۲۰۰۲)

### تلویزیون
- وست‌ورلد (۲۰۱۸)
- خانم میزل شگفت‌انگیز (۲۰۱۸–۲۰۱۷)
- بازمانده برگزیده (۲۰۱۶)
- دارای هستی (۲۰۱۴)
- همسر خوب (۲۰۰۹)
- عشق بزرگ (۲۰۰۷)